# Mont Yufu
Le mont Yufu (由布岳, Yufudake) ou mont Yuhu (Yuhudake) est un volcan du Japon situé dans le nord-est de l'île de Kyūshū. Culminant à 1 583 mètres d'altitude, il domine la ville de Beppu située à l'est.

## Géographie

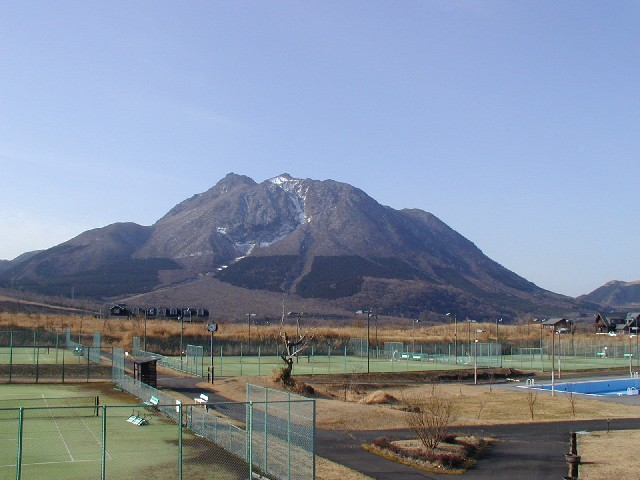
Vue du mont Yufu depuis le nord-est avec au centre de la montagne la trace de l'effondrement ayant donné naissance au cratère.

Le mont Yufu est situé dans le sud-ouest du Japon, dans le nord-est de l'île de Kyūshū. La mer intérieure de Seto est situé en direction de l'est, au-delà du mont Tsurumi et de la ville de Beppu. Une autoroute longe la montagne au nord. Administrativement, la montagne est partagée entre les municipalités de Beppu sur son flanc sud-est et de Yufuin pour le reste de la montagne ; ces deux municipalités font partie de la préfecture d'Ōita.
La montagne est un dôme de lave dacitique et andésitique couronné par un cratère égueulé en direction du nord-est. Cette dépression est née d'un effondrement au cours de sa dernière éruption volcanique vers 200 av. J.-C., Sur le rebord de ce cratère se trouvent deux sommets, le Higashi-mine (littéralement « pointe Est ») culminant à 1 583 mètres d'altitude et le Nishi-mine (littéralement « pointe Ouest »), point culminant de la montagne avec 1 583,3 mètres d'altitude.
La voie d'ascension la plus fréquentée débute à Nara Kōtsu.

## Histoire
La seule éruption connue qui s'est produite sur le mont Yufu est celle de 200 av. J.-C. D'indice d'explosivité volcanique de 4, elle s'est déroulée depuis le sommet du volcan. Débutée par un effondrement du flanc nord-est de la montagne ayant donné naissance au cratère sommital se prolongeant en une vallée en direction du nord-est, elle s'est poursuivi par la croissance d'un dôme de lave sommital ayant donné naissance à des nuées ardentes et des coulées de lave,.

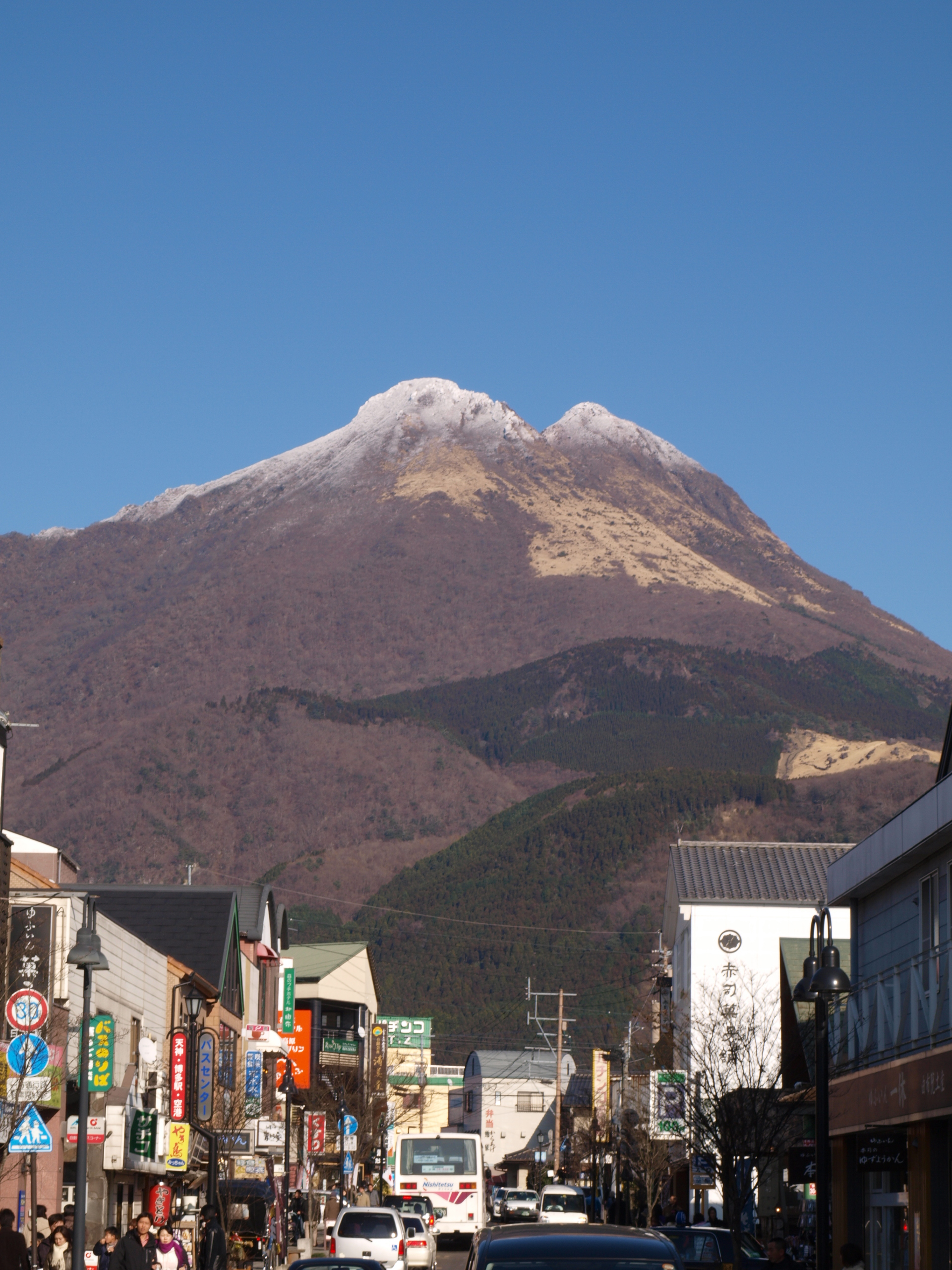
Vue du mont Yufu au sommet enneigé depuis Yufuin au sud-ouest.
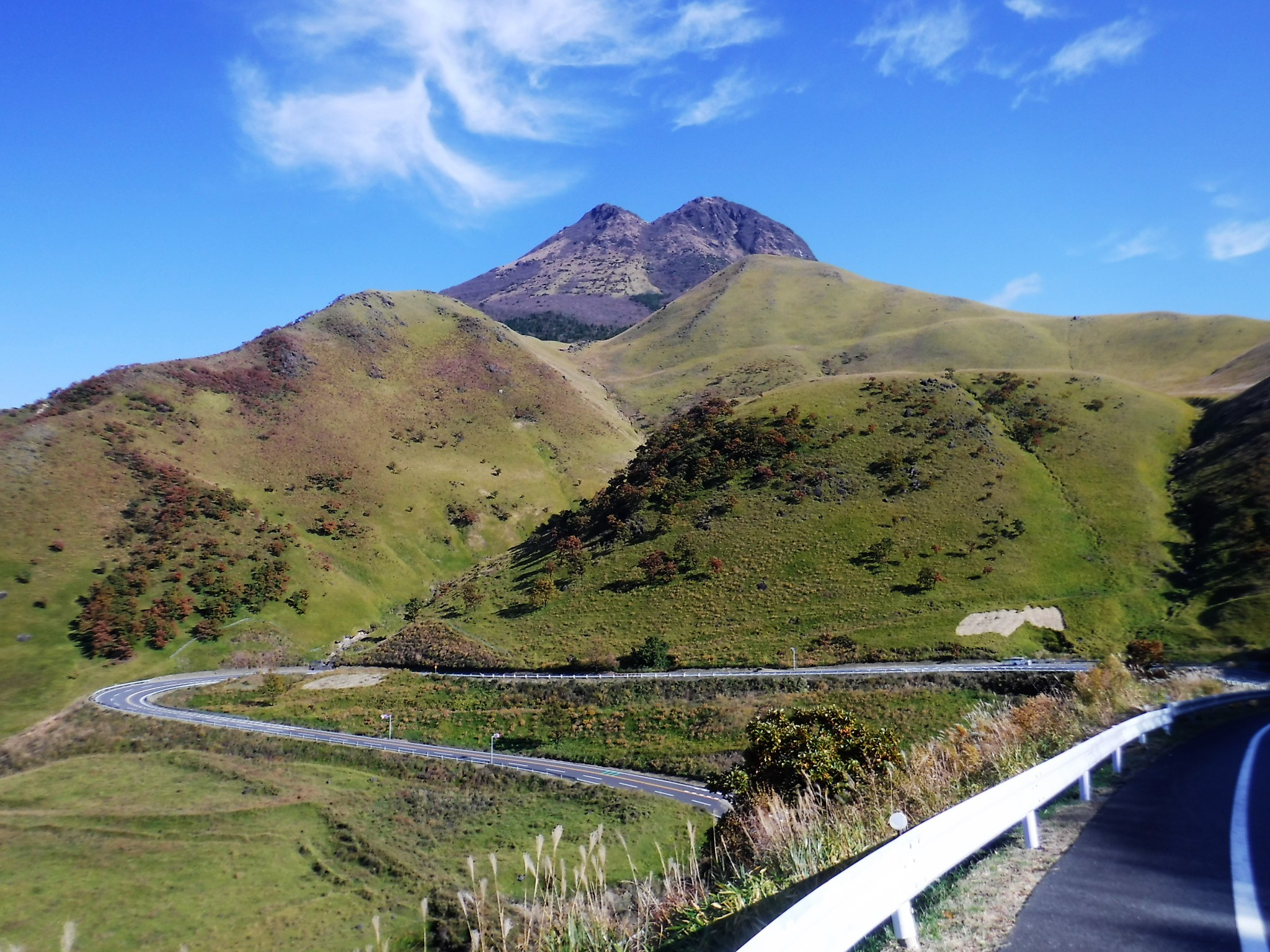
Yufu et la route préfectorale 11.
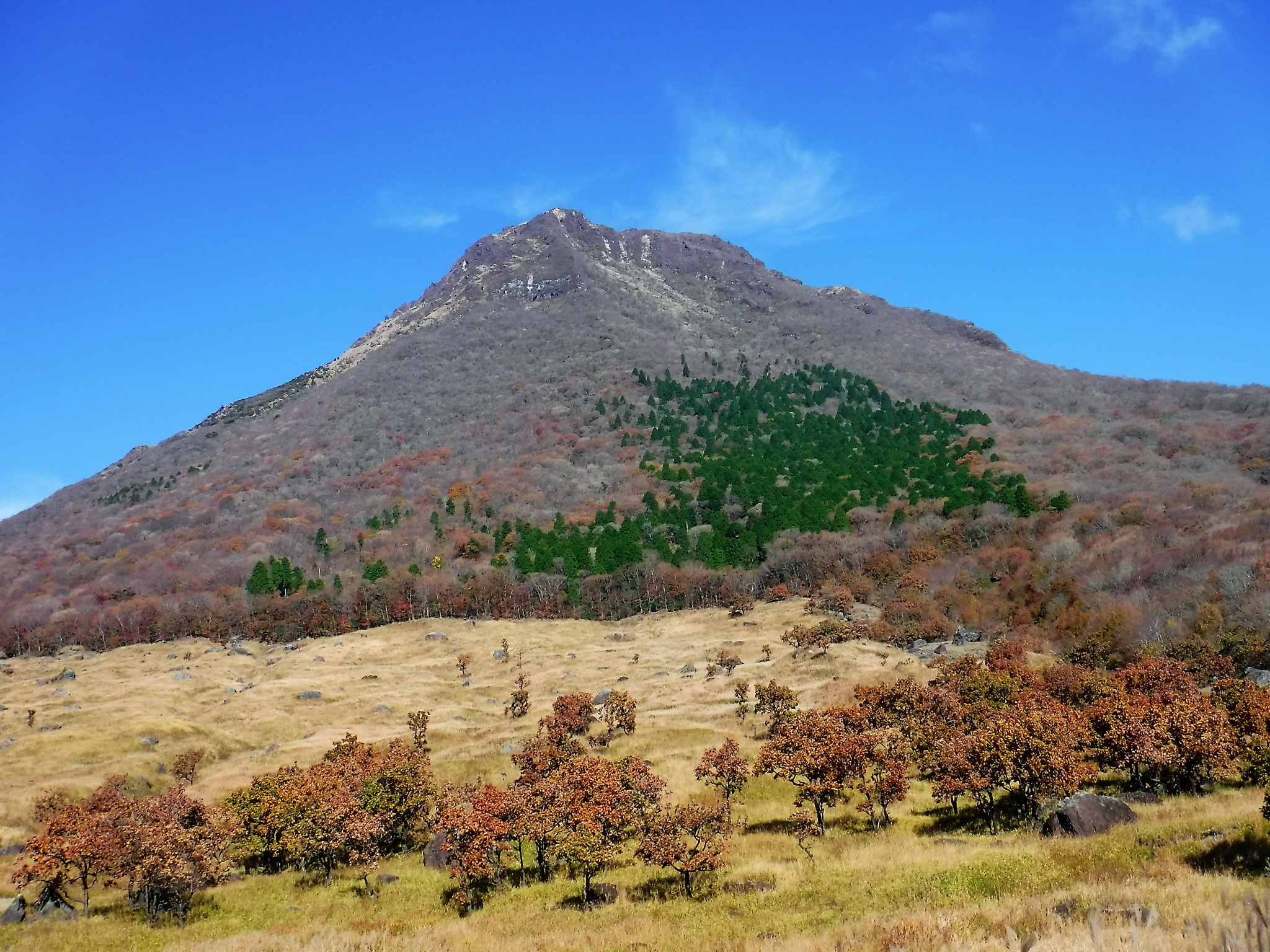
Vue du côté sud.